# Тръстика (Костурско)
Вижте пояснителната страница за други значения на Тръстика.
Тръстика (на гръцки: Ακόντιο, Акондио, катаревуса: Ακόντιον, Акондион, до 1928 година Τέρστικα, Терстика) е бивше село в Егейска Македония, Гърция, в дем Костур, област Западна Македония.

## География
Селото е разположено на 25 километра западно от демовия център Костур, на 890 m надморска височина в Костурската котловина в северното подножие на планината Алевица. На север Тръстика граничи с Горно Папратско (Ано Птерия), на юг с Гърлени (Хионато), на изток с Чърчища и Гръче (Птелеа), на запад с Ревани (Дипотамия).

## История

### В Османската империя
Гръцка статистика от 1905 година представя селото като гръцко с 220 жители. Според Георги Константинов Бистрицки Търстика преди Балканската война има 25 помашки къщи.
На етническата карта на Костурското братство в София от 1940 година, към 1912 година Тръстика е обозначено като българско селище.
Според албански източник преди 1923 година в селото има следните фамилии Демирсейтови (Demirseitër), Хайрединови (Hajredinllinj), Хюсенмаленови (Hysenmalenj), Сюлейманови (Sulejmanenj).

### В Гърция
След Балканската война селото влиза в Гърция. Боривое Милоевич пише в 1921 година („Южна Македония“), че Тръстика (Трстика) има 5 къщи славяни мохамедани, 8 къщи власи мохамедани и 7 къщи арнаути мохамедани. През 20-те години населението на Тръстика се изселва и на негово място са заселени гърци бежанци от Турция, които в 1928 година са 11 семейства с 40 души.
Традиционно население произвежда жито, леща, тютюн и частично се занимава със скотовъдство.
В 1928 година името на селото е сменено на Акондион (в превод копие).
По време на Гръцката гражданска война селото пострадва силно. Две деца са изведени извън страната от комунистическите власти като деца бежанци.
В 1968 година последните жители на селото го напускат, макар и в преброяването от 1971 година все още да се водят 59 жители.
В Тръстика е запазена единствено църквата „Св. св. Константин и Елена“.
| Албански топоними от Тръстика преди изселването в 1923 година | Албански топоними от Тръстика преди изселването в 1923 година | Албански топоними от Тръстика преди изселването в 1923 година |
| Име                                                           | Име                                                           | Обяснение                                                     |
| ------------------------------------------------------------- | ------------------------------------------------------------- | ------------------------------------------------------------- |
| Ar’ e Derit (Derrit)                                          |                                                               | ниви, в които прасе унищожило реколтата                       |
| Ar’ e Hoxhës                                                  |                                                               | ниви на С, собственост на ходжа от селото                     |
| Ar’ e Zogut                                                   |                                                               | ниви на И                                                     |
| Aurllaica                                                     | Аурлайца                                                      | ниви на ЮИ                                                    |
| Çereshnovë/a                                                  | Черештона                                                     | ниви на Ю                                                     |
| De Plepi (Te Plepi)                                           |                                                               | ниви на И                                                     |
| Dë Koriet                                                     | Кория                                                         | дъбова гора на С                                              |
| Gërçika                                                       | Гърчика                                                       | ниви на И, близо до Молчина                                   |
| Gur i Plakut                                                  |                                                               | скала на И                                                    |
| Gur i Shqipes                                                 | Орлов камък                                                   | скала на С, на която кацал орел                               |
| Izvorçe/ja                                                    | Изворче                                                       | ниви на И                                                     |
| Koria e Priftit                                               | Попова кория                                                  | дъбова гора на С                                              |
| Kroi i Çereshnovës                                            | Извор на Черешново                                            | извор на Ю                                                    |
| Kroi i Lajthisë                                               |                                                               | чешма на З                                                    |
| Kroi i Shabanicës                                             | Чешма на Шабаница                                             | чешма в центъра                                               |
| Krypenicë/a                                                   | Крипеница                                                     | пасище на И                                                   |
| Lajthitë                                                      |                                                               | гора с лешници на З                                           |
| Lum i Çiflikut                                                | Чифлишка река                                                 | река на З, която идва от извори при Лабаница и Косинец        |
| Mollçinë/a                                                    | Молчина                                                       | ниви с ябълки на С.                                           |
| Përroi Stilisë                                                | Стилиса                                                       | поток на З                                                    |
| Plloç/i                                                       | Плоча                                                         | ниви на И                                                     |
| Prapagështënja                                                |                                                               | нива зад гора с кестени на З                                  |
| Qepuri/a                                                      |                                                               | на И                                                          |
| Starallojze                                                   | Старо лозе                                                    | ниви на З                                                     |
| Uj i Qelbur                                                   |                                                               | ниви на ЮИ                                                    |
| Varret                                                        | Гробища                                                       | селските гробища на И                                         |
| Varrniç/i                                                     |                                                               | хълм с лешникова гора на върха на СИ                          |
| Vresht/i                                                      |                                                               | лозе на И                                                     |
| Vrim’ e Bubës                                                 | Бубина дупка                                                  | пещера на С, в която живеела човекоядна буба (змия)           |
| Xhamia                                                        | Джамия                                                        | джамия в центъра на селото                                    |

| Година    | 1913 | 1920 | 1928 | 1940 | 1951 | 1961 | 1971 | 1981 | 1991 | 2001 | 2011 | 2021 |
| --------- | ---- | ---- | ---- | ---- | ---- | ---- | ---- | ---- | ---- | ---- | ---- | ---- |
| Население | 140  | 144  | 148  | 40   | 69   | 55   | 77   | 59   |      |      |      | 1    |